# Indocalamus guangdongensis
Indocalamus guangdongensis là một loài thực vật có hoa trong họ Hòa thảo. Loài này được H.R.Zhao & Y.L.Yang mô tả khoa học đầu tiên năm 1985.